# NGC 864
NGC 864 è una galassia a spirale situata nella costellazione della Balena, a una distanza di circa 63 milioni di anni luce dalla nostra Via Lattea.

## Scoperta
La galassia è stata scoperta il 25 ottobre 1785 dall'astronomo britannico di origine tedesca William Herschel.

## Descrizione
NGC 864 ha una classe di luminosità III e presenta una larga riga a 21 cm dell'idrogeno neutro.

## Morfologia

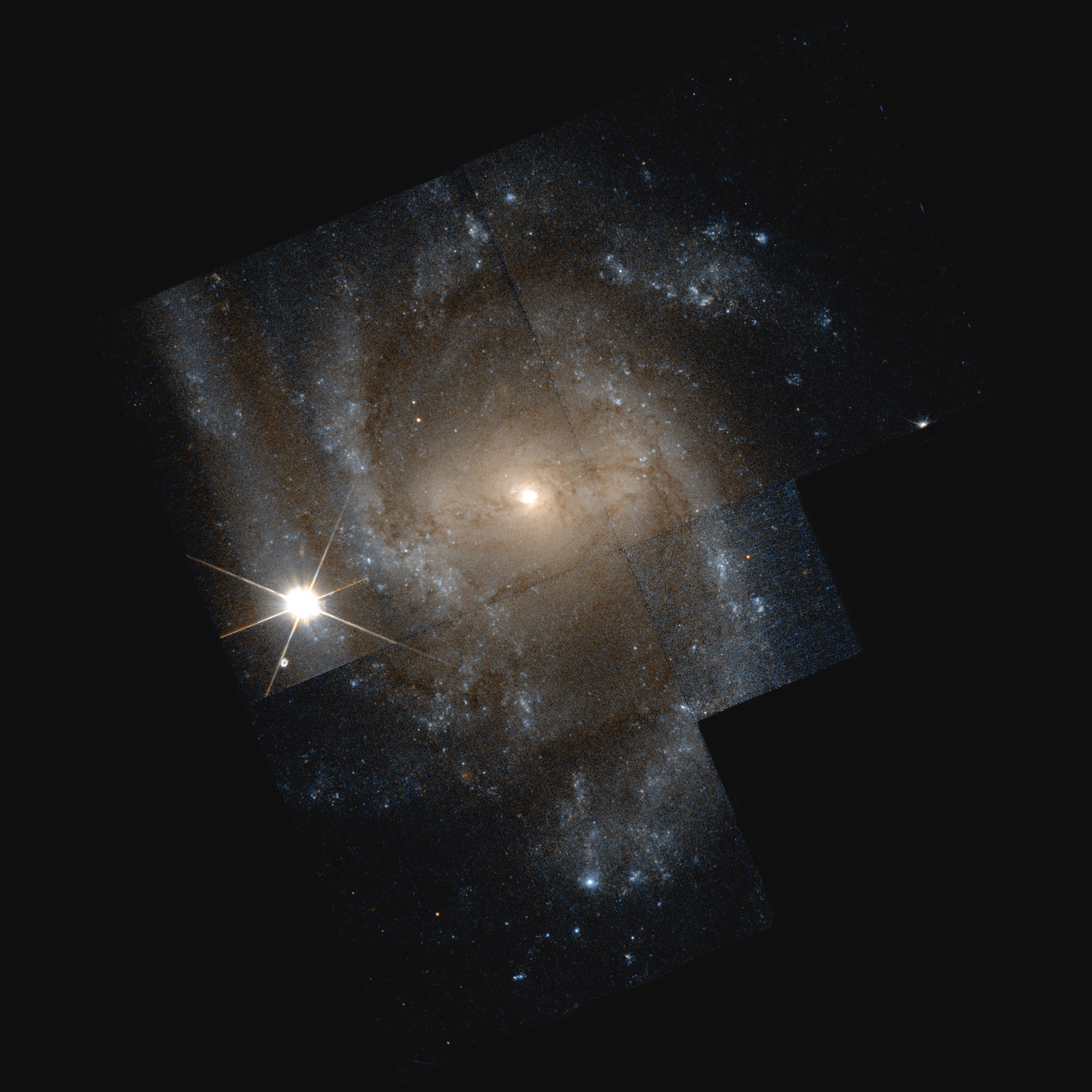
NGC 864 ripresa dal telescopio spaziale Hubble.

NGC 864 è stata utilizzata da Gérard de Vaucouleurs come esempio di galassia di tipo morfologico SAB(rs)c nel suo atlante delle galassie. Nella banda K dell'infrarosso, NGC 864 presenta una barra centrale di 36 arcosecondi la cui ellitticità massima è di 0,47. L'angolo di posizione è di 105°.
Nel 2002, Eskridge, Frogel e Pogge hanno pubblicato un articolo che descriveva la morfologia di 205 galassie a spirale o lenticolari. Le osservazioni sono state effettuate nella banda H dell'infrarosso e nella bande B (blu). Secondo gli autori, NGC 864 è una galassia a spirale di tipo SABc nella banda B e di tipo SBb nella banda H. NGC 864 presenta una forte barra leggermente incurvata con delle anse alle sue estremità. I bracci sono asimmetrici e iniziano prima del punto di intersezione con la barra. Il braccio a sud-est ha un'apparenza bizzarra, perché assomiglia più a una serie di segmenti lineari che a una curva. I bracci fanno meno di un semigiro prima di perdere la loro integrità e la parte esterna della spirale è flocculosa.

### Nucleo contornato da un disco
Grazie alle osservazioni del telescopio spaziale Hubble, è stato rilevato un disco di formazione stellare attorno al nucleo di NGC 864. La dimensione del suo semiasse maggiore è stimata in 90 pc (~295 anni luce).

## Buco nero supermassiccio
Misure basate sulla luminosità della banda K dell'infrarosso vicino del bulbo galattico di NGC 864, danno un valore di 106,4 {\displaystyle M_{\odot }} (2,5 milioni di masse solari) per il buco nero supermassiccio posto al suo centro.

## Gruppo di NGC 864
NGC 864 è la galassia più brillante di un gruppo di almeno tre galassie che porta il suo nome. Le altre due galassie del Gruppo di NGC 864 sono UGC 1670 e UGC 1803.